# Catalina (Covasna)
Catalina é uma comuna romena localizada no distrito de Covasna, na região histórica da Transilvânia. A comuna possui uma área de 46.45 km² e sua população era de 3523 habitantes segundo o censo de 2007.